# Jarvis Brook
Jarvis Brook – wieś w Anglii, w hrabstwie East Sussex, w dystrykcie Wealden. Leży 57 km na południe od Londynu.